# 239 Adrastea
Adrastea (asteroide 239) é um asteróide da cintura principal com um diâmetro de 41,52 quilómetros, a 2,2858782 UA. Possui uma excentricidade de 0,2309036 e um período orbital de 1 871,54 dias (5,13 anos).
Adrastea tem uma velocidade orbital média de 17,27653307 km/s e uma inclinação de 6,16029º.
Esse asteroide foi descoberto em 18 de Agosto de 1884 por Johann Palisa.
Este asteroide recebeu este nome em homenagem à personagem Adrasteia da mitologia grega.